# Ducrosia flabellifolia
Ducrosia flabellifolia är en flockblommig växtart som beskrevs av Pierre Edmond Boissier. Ducrosia flabellifolia ingår i släktet Ducrosia och familjen flockblommiga växter. Inga underarter finns listade i Catalogue of Life.